# Trois points suscrits
Les trois points suscrits sont un signe diacritique de l’alphabet latin utilisé dans la transcription phonétique dans le Sprachatlas von Niederbayern (Atlas linguistique de la Basse-Bavière) ou de l’alphabet grec utilisé dans l’écriture du turc karamanli au XVIIIe siècle.

## Représentation informatique
Les trois points suscrits peuvent être représentés avec le caractère Unicode U+1AB4.

## Sources
- (en) Michael Everson, Alois Dicklberger, Karl Pentzlin et Eveline Wandl-Vogt, Revised proposal to encode “Teuthonista” phonetic characters in the UCS (no N4081, L2/11-202), 2 juin 2011 (lire en ligne)

- (en) Peter Mackridge, « Some literary representations of spoken Greek before nationalism (1750-1801) », dans Thanasis Georgakopoulos et al., Proceedings of the 12th International Conference on Greek Linguistics, Berlin, September 2015, Edition Romiosini/CeMoG, Freie Universität Berlin, 2017 (lire en ligne)
- (en) Nick Nicholas, « Karamanlidika orthography », sur Ἡλληνιστεύκοντος – Set Union of Greek and Linguistics,‎ 26 janvier 2019